# Stereo Mike
Stereo Mike, pseudonimo di Michálīs Éxarchos (in greco Μιχάλης Έξαρχος?; Il Pireo, 1978), è un rapper greco.
Ha partecipato all'Eurovision Song Contest 2011 come rappresentante della Grecia presentando il brano Watch My Dance in coppia con Loucas Yiorkas.

## Discografia

### Album in studio
- 2004 – Satirical Nomads
- 2007 – XLI3H
- 2011 – Aneli3h